# Fernando Heydrich Klein
Fernando Heydrich Klein (Barmen, Alemania, 26 de enero de 1827-Matanzas, 1 de abril de 1903) fue un escultor, emprendedor e ingeniero alemán que emigró de joven a Cuba donde hizo importantes obras de ingeniería. 
Activo en política, Heydrich jugó un papel destacado en la Guerra de los Diez Años, conflicto armado anterior a la guerra de la independencia cubana. Casado con María-Candelaria Martínez y Valdés, era un ávido pintor de acuarelas e hizo varias esculturas. Tiene parentesco como bisabuelo de los escultores Juan Esnard Heydich y Daniel Garbade. Sus hijos eran Alfredo Heydrich, cónsul americano en Matanzas, Emilio Heydrich que creó la fábrica Colores Hispania en Poblenou, Barcelona en 1923, Edificio declarado monumento histórico y Roberto Heydrich que quedó al frente de sus negocios a partir de 1998.

## Ingeniería

### Acueducto de Matanzas

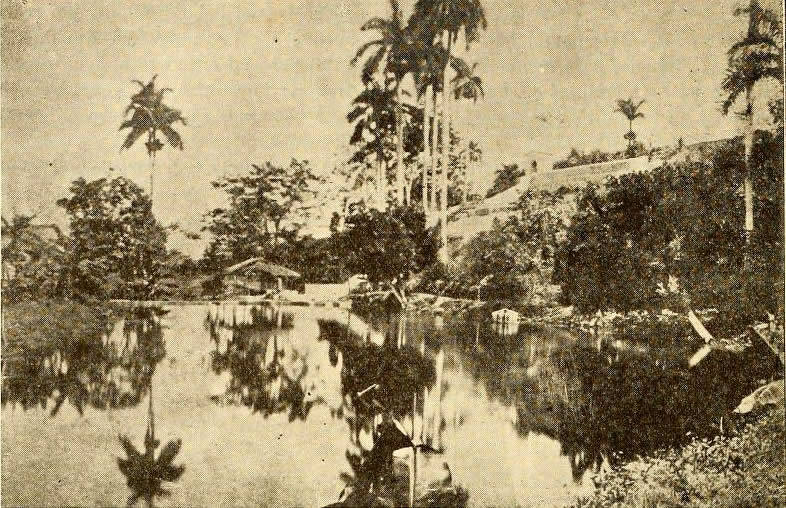
Manantial Bello, Matanzas

Manuel del Portillo lanzó la iniciativa de hacer un acueducto en Matanzas en 1845, para aprovechar las aguas del río de San Agusti, Matanzas, pero no tuvo éxito. Tampoco lo tuvo el coronel e ingeniero militar Francis Albear y Lara. Juan F. Sánchez y Bárcena lo intentó en 1860 pero le falló la financiación. Así que fueron entonces Fernando Heydrich Klein y G. Faura y Cabanillas que recibieron la concepción para la obra para la compañía "Heydrich & Cia" y su usufructo en 1870 hasta 1912. Resultó ser una obra importante para el abastecimiento de agua potable para la región, llevando el agua desde los manantiales de Bello y Benavides.
Se proyectaba realizar  el aprovechamiento de cincuenta litros de agua por secundo de esos manantiales para abastimiento de Matanzas. Declarado monumento nacional, sirve de abastimiento de agua para Matanzas hasta hoy.

## Industria
Fue uno de los primeros productores de henequén en la isla de Cuba, y con su compañía Heydrich y Raffoler & Cie solicitó la patente para su desarrollo. Fue el principio de un litigio que al final ganó, empezando en 1890 una actividad productiva y muy diferente de los otros existentes en la isla.

## Política

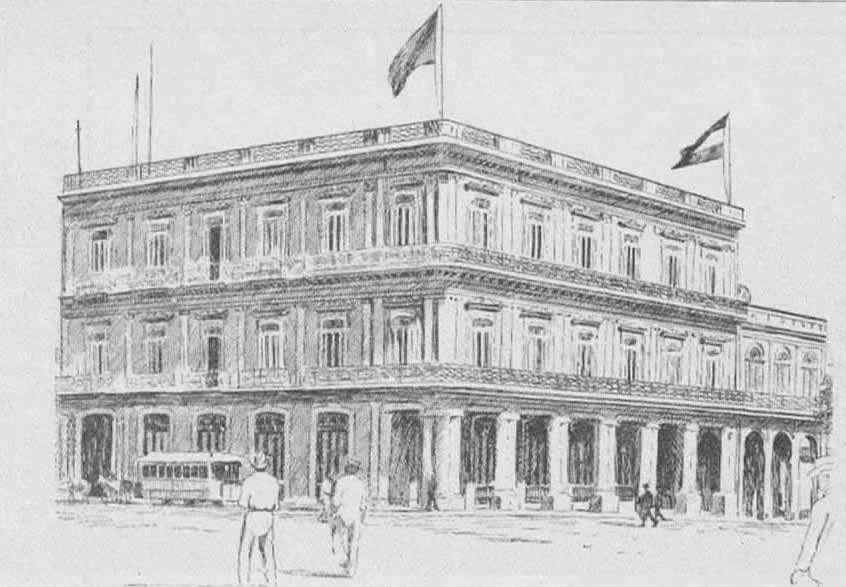
Club de los Alemanes, La Habana

Respecto a la posición de los merchantes alemanes en la Guerra de Diez Años en la isla, Heydrich jugó un papel principal en convencer a Bismark de la neutralidad de una misión de voluntarios y del beneficio para la población alemana en la isla. Ferdinand Heydrich Klein, como jefe de la Compañía de los Alemanes, que aglutinaba a los comerciantes más influentes de Matanzas, así lo pedía a Bismark en 1869) y se acordó formar un comité de cinco miembros con: George Rasch, P.J.Niese, Gustav Rohlson, A. Félix Lienau y el propio F. Heydrich, llamado el "Club de Alemanes" para preparar la formación de una tropa de voluntarios. Aunque convencieron a Bismark de la neutralidad de los voluntarios, su posición era claramente favorable a España. El interés que tenía Heydrich era sobre todo proteger sus fábricas y propiedades.

## Muerte
Fernando Heydrich murió en 1903 y está enterrado en la Necrópolis de San Carlos Borromeo bajo un monumento en forma de columna.